# Château de Vuillafans
Le château de Vuillafans est situé au cœur du village de Vuillafans en Franche-Comté. La propriété englobe le château, ses communs, une tour dissociée et un parc d'environ un hectare et demi. Cette demeure est recensée dans la base Mérimée depuis 1980.

## Le château
Le château actuel est le produit de l'agrandissement d'une manoir plus petit datant du XVIe siècle avec des parties remontant au XVe siècle. Des traces d'anciennes fenêtres rebouchées ou décalées sur les murs démontrent que le bâtiment fut remanié à plusieurs reprises. La cave du château semble avoir été créée quand le bâtiment n'était encore qu'une maison de vigneron, au XVe siècle, Vuillafans devant en effet son renom à ses vignes.

## Les communs et la tour
De même les communs sont en fait un agrandissement, datant de la fin de XIXe siècle ou du début du XXe siècle, d'un bâtiment plus ancien.
La tour isolée (la seule tour à ne pas être rattachée au château ou aux communs) mesure une cinquantaine de mètres carrés et est positionnée en tour de garde près de l'une des trois grilles que compte la propriété.

## Le parc
Le parc se compose d'une allée centrale légèrement en surplomb bordée de gazon et de très grands arbres de diverses espèces (dont certains sont plusieurs fois centenaires). Les limites de la propriété sont quant à elles bordées d'épais massif de sapins.

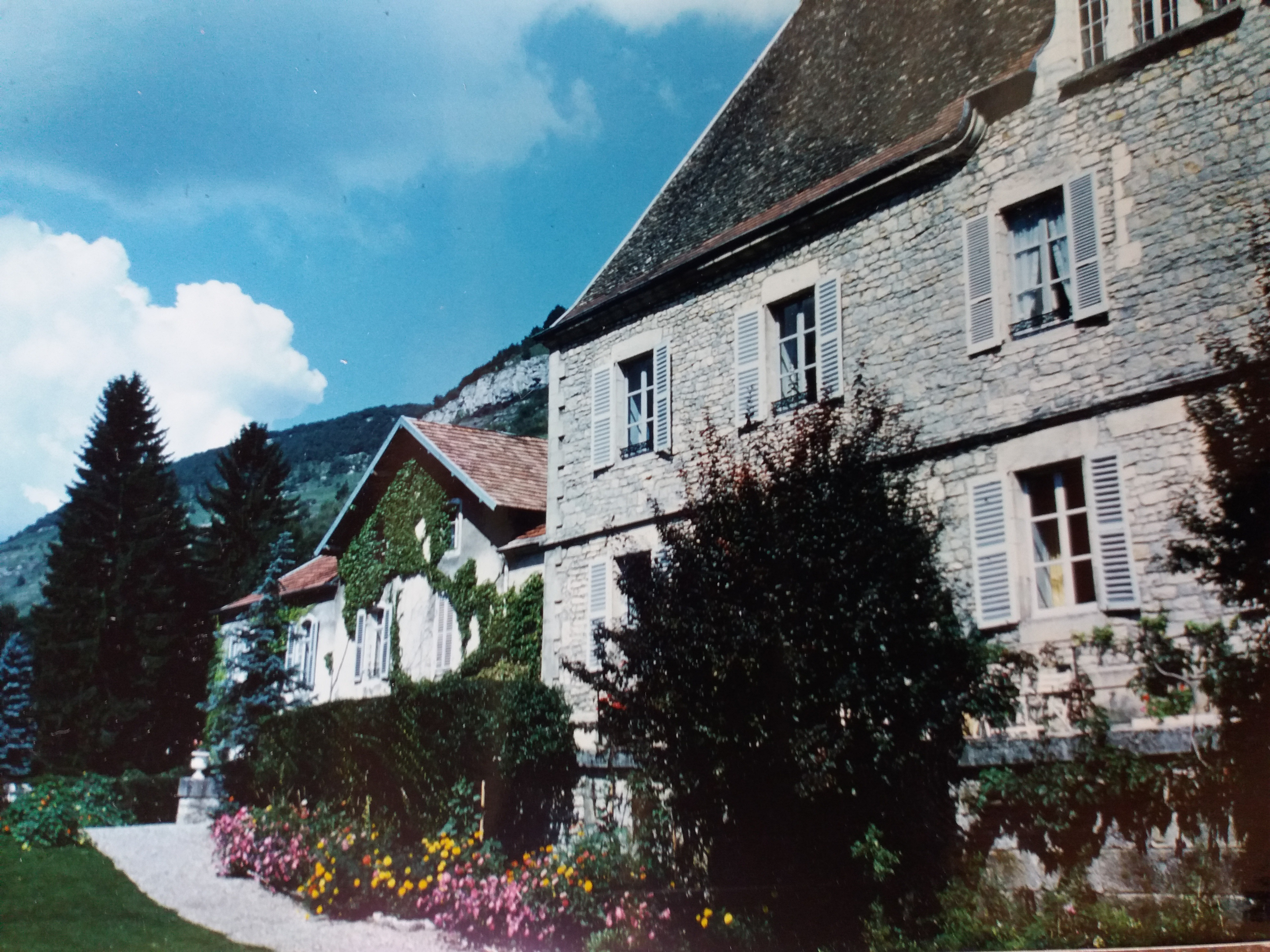
Vue du parc, des communs et du château

## Histoire
Liste des propriétaires :
1. Famille de Rye
2. Famille Bardey
3. Famille Cretin
4. Famille Muguet (de Nanthou)
5. Famille Estignard
6. Famille Merle du Bourg
7. Famille de Truchis
8. Famille Saint-Guily

Le château fut construit au XVe siècle, probablement sur les bases d'une ancienne maison vigneronne.
Il fut ensuite possédé au XVIe siècle par la puissante famille de Rye (seigneur de 34 villages dont Vuillafans, Châteauvieux, Montgesoye, Mouthier-haute-pierre, Lods, Valdahon, Arc-sous-Cicon, Aubonne, Saint-Gorgon, Nods, Chasnans, etc.) et devint le siège d'une baronnie franc-comtoise.
Propriété au XVIIIe et début XIX des familles Bardey et Crétin, importants propriétaires vuillafanais, le château passa ensuite à Félix Muguet (de Nanthou), président du tribunal de commerce de Besançon, d'autre part conseiller municipal et directeur des hospices de cette ville. C'est par son gendre et héritier, Emile Estignard, que le château passa dans la famille Estignard de Vuillafans, dont la filiation remonte à Nicolas Estignard, procureur du roi à Vuillafans en 1440. 
À la fin du XIXe siècle il passa à la famille Merle du Bourg par le biais de Germaine du Bourg née Estignard (1867-1948) qui en avait hérité de son père Alexandre Estignard (1833-1918), député du Doubs, magistrat, avocat général à Besançon, conseiller à la cour d'appel de Besançon et duelliste redouté. De son mariage avec le commandant Louis Joseph Félix Merle du Bourg (1862-1932) en 1896, Germaine n'eut pas d'enfant. En 1943 la propriété fut pillée (et probablement occupée) par les Allemands.
En 1948 le château passa au neveu de Germaine du Bourg (fils né de l'union en 1888 de Marie Jeanne Gertrude Estignard et du vicomte Albéric de Truchis de Varennes), le vicomte Louis de Truchis de Varennes (1908-1985). Au moment où Louis hérita de la propriété, elle comprenait plusieurs maisons en plus du château et de ses communs, il s'agissait donc d'un véritable quartier du village. En 1985, après le décès du vicomte Louis de Truchis, son fils, le vicomte Bernard Albéric de Truchis de Varennes (1947-1989) hérita de la propriété. Sans descendance, le château revint à sa demi-sœur utérine, Anne Saint-Guily, qui en est toujours propriétaire.
Aujourd'hui encore, le fronton du château est illustré des armoiries Estignard et Truchis.